# Luisa Wensing
Luisa Wensing   (Goch, 8 de febrer de 1993) és una futbolista alemanya, que juga com a defensa. Ha tingut 22 internacionalitats des del 2011 per Alemanya, amb la qual ha guanyat l'Eurocopa 2013. Ha guanyat dues Lligues de Campions amb el Wolfsburg, i amb les categories inferiors va ser campiona d'Europa sub-17 i sub-19 i subcampiona mundial sub-20.

## Trajectòria
| Temporades    | Lliga             | Club              | P  | G  | Actualitzat |
| ------------- | ----------------- | ----------------- | -- | -- | ----------- |
| 09/10 - 11/12 | D1                | FCR Duisburg      | 55 | 05 |             |
| 12/13 - act.  | D1                | VfL Wolfsburg     | 72 | 04 | 29/11/2016  |
|               |                   |                   |    |    |             |
| 2009 - 2010   | Selecció sub-17   | Selecció sub-17   | 15 | 0  |             |
| 2011          | Selecció sub-19   | Selecció sub-19   | 08 | 02 |             |
| 2011 - act.   | Selecció absoluta | Selecció absoluta | 22 | 01 | 06/03/2015  |

## Palmarès
- Títols — seleccions nacionals
  -  1 Eurocopa
    - 2013

  -  1 Copa d'Algarve
    - 2014

  -  1 Eurocopa sub-19
    - 2011

  -  1 Eurocopa sub-17
    - 2009
- Títols — clubs
  -  2 Lligues de Campions
    - 12/13 — 13/14

  -  2 Lligues
    - 12/13 — 13/14

  -  4 Copes
    - 09/10 — 12/13 — 14/15 — 15/16